# Кенджуцу
Кенджуцу (на японски: 剣術) е традиционното японско бойно изкуство, което се фокусира върху техниките на боравене със сабя (катана). Кенджуцу е едно от основните умения на самураите през феодалната ера в Япония и има дълга и богата история. Този спорт продължава да бъде уважавано бойно изкуство и днес, практикувано както в Япония, така и по целия свят.
Съществуват множество различни школи и стилове на кенджуцу, всяка от които развива свои уникални техники и философии. Някои от по-известните школи включват Katori Shinto-ryu и Kashima Shinto-ryu.
Основните техники включват:
- Кири (посичания): Това са основните удари с меч, които могат да бъдат вертикални, хоризонтални или диагонални.
- Цуки (мушкания): Мушкането е техника, при която върха на меча се използва за пробождане на противника.
- Блокове и отблъсквания: Различни техники за блокиране и отблъскване на вражески удари.

Екипировката включва:
- Катана: Традиционната японска сабя с едно острие и дълга дръжка.
- Бокен: Дървен тренировъчен меч, използван за безопасна практика на техниките.

Кендо е спортно и модернизирано изкуство, произлизащо от кенджуцу, което използва бамбукови мечове (шинай) и защитна екипировка. Кендо се практикува като състезателен спорт и включва елементи на духовно и физическо развитие.